# Gabi Ashkenazi
Pour les articles homonymes, voir Ashkenazi.
Gabi Ashkenazi (en hébreu : גבי אשכנזי), né le 25 février 1954 à Hagor (en), est un militaire et homme politique israélien. De 2019 à 2021, il fait partie de la Knesset.
De 2007 à 2011, il est le 19e chef d'état-major de l'Armée israélienne, et de 2020 à 2021, ministre des Affaires étrangères.

## Biographie
Gabi Ashkenazi est né dans le moshav Hagor en Israël d'un père bulgare survivant de la Shoah et d'une mère juive syrienne.
Il a obtenu un B.A. en sciences politiques à l'université de Haïfa et est diplômé de la Harvard Business School.
Le 21 janvier 2007, il est promu lieutenant général, et succède à Dan Haloutz comme chef d'état major de Tsahal. Le général de brigade Moshe Kaplinsky avait assuré l'intérim après la démission de Haloutz le 17 janvier 2007. Il prend sa retraite le 14 février 2011.
Ashkenazi fait ensuite une carrière politique et est en quatrième position de la liste de la coalition Bleu et blanc pour les élections législatives d'avril 2019.
Il est nommé ministre des Affaires étrangères pour une durée de 18 mois dans le gouvernement Netanyahou V.

## Controverses
Le 11 août 2010, il reconnaît auprès d'une commission d'enquête israélienne sa responsabilité dans les erreurs commises lors de l'abordage de la flottille pour Gaza, erreurs ayant conduit au lynchage des soldats israéliens de la Shayelet 13 sur le Mavi Marmara.
Selon une information non officielle, il se serait dit responsable de l'attaque informatique envers l'Iran, avec le virus Stuxnet, avant son départ à la retraite.

## Honneurs et distinctions

### Décorations israéliennes
- Médaille de campagne de la guerre du Kippour
- Médaille de campagne de l'opération Paix en Galilée
- Médaille de campagne de la deuxième guerre du Liban

### Décorations étrangères
- Commandeur de la Legion of Merit[6]